# 1987 (canción)
«1987», es una canción escrita por el músico y productor uruguayo Juan Campodónico e interpretada por el uruguayo Jorge Drexler.
Pertenece al disco Campo, el primer álbum de estudio del colectivo musical Campo, fundado y liderado por Juan Campodónico y fue grabado en 2011. Producido por Juan Campodónico y Gustavo Santaolalla (ambos integrantes de la banda Bajofondo).
Cuenta con un video dirigido por Matías Paparamborda y Martín Rivero, en el video se puede ver al propio Juan Campodónico como un astronauta con imágenes del espacio, y tocando instrumentos junto a Verónica Loza, Martín Rivero y Jorge Drexler tocando la guitarra.
La canción 1987 ganó el Premio Graffiti como mejor video. Fue nominada a los Premios Grammy Latinos en la categoría de mejor canción alternativa en 2012. También nominada como mejor canción para los MTV Europa. La canción suele ser interpretada por el propio Juan Campodónico en actuaciones en vivo.